# Jean Daragon
Pour les articles homonymes, voir Daragon.
Jean Baptiste Émile Daragon est un acteur français, né le 14 février 1870 à Clermont-Ferrand et mort le 7 avril 1923 à son domicile dans le 1er arrondissement de Paris. Il a été l'époux de l'actrice Marguerite Moreno.
Dans son Journal littéraire au 10 février 1909, Paul Léautaud a écrit : « Le comédien Jean d’Aragon, le mari de Moreno, s’est fait marchand de chevaux. Moreno avait bien raison de dire, quand on s’étonnait de la voir épouser ce garçon après avoir vécu avec un homme comme Schwob : “Oh ! vous savez, j’en ai assez, des cerveaux !” »

## Filmographie

### Cinéma
- 1915 : Debout les morts ! de André Heuzé
- 1916 : Paris pendant la guerre de Henri Diamant-Berger
- 1916 : Le Calvaire de Mignon de Marcel Simon : le mystérieux Maure
- 1920 : Le Doute de Gaston Roudès : Termon
- 1921 : Pour don Carlos de Jacques Lasseyne et de Musidora : le commandant Ibanes
- 1922 : Vingt Ans après de Henri Diamant-Berger : Beaufort

## Théâtre
- 1895 : La Dame de carreau d'après Charles Haddon Chambers et B.C. Stephenson, Théâtre de la Porte-Saint-Martin
- 1902 : Les Aventures du capitaine Corcoran de Georges Berr, Paul Gavault et Adrien Vély, Théâtre du Châtelet
- 1903 : L’Auberge des Adrets d'après Benjamin Antier, Saint-Amand et Frédérick Lemaître, adaptation Philippe Gille et William Busnach, Théâtre du Châtelet
- 1911 : Aux jardins de Murcie d'après José Feliú y Codina, adaptation Carlos de Battle et Antonin Lavergne, mise en scène Firmin Gémier, Théâtre de l'Odéon
- 1920 : Le Courrier de Lyon de Émile Moreau, Paul Siraudin et Alfred Delacour, Théâtre de la Porte-Saint-Martin
- 1921 : La Cigale ayant aimé... de Lucien Népoty, Théâtre Antoine
- 1923 : Le Phénix de Maurice Rostand, Théâtre de la Porte-Saint-Martin